# Dehui
Koordinaten: 44° 28′ N, 125° 50′ O
Dehui (德惠市,  Déhuì Shì) ist eine chinesische kreisfreie Stadt in der Provinz Jilin im Nordosten der Volksrepublik China. Sie gehört zum Verwaltungsgebiet der Unterprovinzstadt Changchun, der Provinzhauptstadt. Dehui hat eine Fläche von 3.016 km² und zählt 748.369 Einwohner (Stand: Zensus 2010).

## Administrative Gliederung
Auf Gemeindeebene setzt sich die kreisfreie Stadt aus vier Straßenvierteln, zehn Großgemeinden und vier Gemeinden zusammen.